# Mir ist es egal, wenn wir als Barbaren in die Geschichte eingehen
Mir ist es egal, wenn wir als Barbaren in die Geschichte eingehen (rumänischer Originaltitel Îmi este indiferent dacă în istorie vom intra ca barbari) ist ein historischer Spielfilm von Radu Jude über das Massaker von Odessa im Oktober 1941. Eine Theaterregisseurin macht sich im Film daran, eine rumänische Mitschuld am Holocaust zu thematisieren. Der als Tragikomödie inszenierte Film feierte am 2. Juli 2018 im Rahmen des Internationalen Filmfestivals Karlovy Vary seine Premiere und kam am 28. September 2018 in die rumänischen Kinos.

## Handlung
Mariana Marin möchte in einem provokanten Theaterstück die rumänische Mitschuld am Holocaust und die „ethnischen Säuberungen“ Anfang der 1940er Jahre aufarbeiten. Die junge Künstlerin plant die Rekonstruktion des historischen Ereignisses. Dabei stößt sie auf viel Gegenwind.

## Produktion

### Stab, Finanzierung und Filmtitel
Regie führte Radu Jude, der auch das Drehbuch schrieb. Beim Schreiben der Dialoge erhielt Jude Unterstützung durch den rumänischen Schriftsteller und Theaterregisseur Florin Lazarescu, der bereits bei seinem Film Aferim! an den Drehbucharbeiten beteiligt war. Der Film ist eine gemeinsame Produktion von Rumänien mit Bulgarien, Deutschland, Frankreich und der Tschechischen Republik.

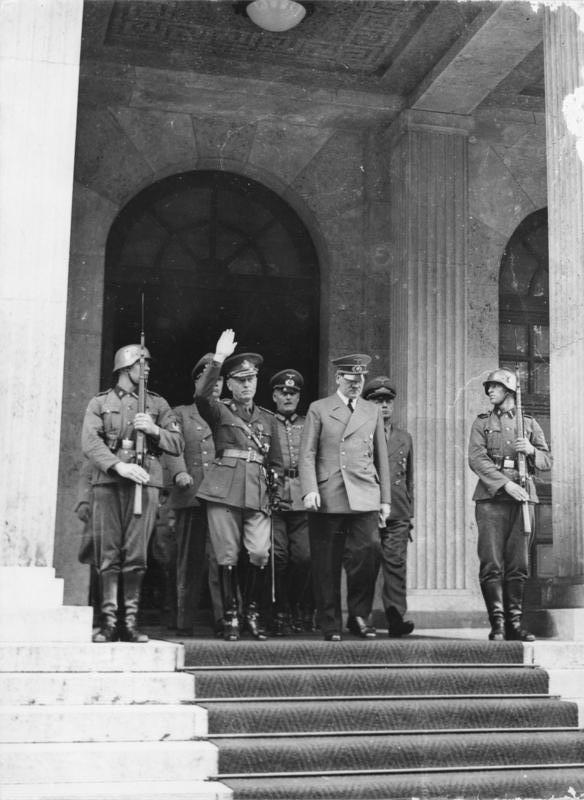
Ion Antonescu bei einem Treffen mit Adolf Hitler in München im Juni 1941

Der Filmtitel, im Original Îmi este indiferent daca în istorie vom intra ca barbar, was übersetzt etwa „Mir ist es egal, ob wir in die Geschichte als Barbaren eingehen“ bedeutet, spielt auf ein Rede des rumänischen Politikers Mihai Antonescu an, der sich so im Sommer des Jahres 1941 im Ministerrat äußerte, als die „ethnische Säuberung“ an der Ostfront begann. Der Film versucht, diese Aussage zu kommentieren. Bei dem Massaker von Odessa im Oktober 1941 hatten rumänische Besatzungstruppen etwa 25.000 Juden ermordet. Rumänien war damals ein Verbündeter des nationalsozialistischen Deutschlands, und für „Hitlers vergessenen Verbündeten“ gibt es auch in der Gegenwart in Rumänien noch viel Bewunderung.
Der Regisseur sagte, er habe versucht, auf ein Kapitel in der Geschichte seiner Heimat aufmerksam zu machen, das jahrzehntelang verschwiegen wurde: „Ich beschäftige mich mit der Geschichte, um eine Verbindung zur Gegenwart zu finden. Mein Film befasst sich mit dem Mangel an Erinnerungen an diese Ereignisse in der gegenwärtigen rumänischen Gesellschaft. Außerdem soll er Möglichkeiten aufzeigen, die ethnischen Säuberungen der rumänischen Armee, aus der heutigen Sicht zu beschreiben. Ich glaube nicht daran, dass sich Geschichte wiederholt. Aber auch in der Gegenwart sehen wir, dass es Rassismus und Antisemitismus sowie die Leugnung von Völkermorden gibt. Darum ist eine Geschichte aus der damaligen Zeit für uns von Bedeutung. Und gerade deshalb verbinde ich die Gegenwart mit der Vergangenheit.“
Ein Grund, das Thema anzugehen, sei auch gewesen, so Jude in einem Gespräch mit Will Tizard von Variety, dass er einer Generation angehöre, die belogen wurde und der niemand von den dunklen Teilen der rumänischen Geschichte erzählte. Die Leugnung des Holocaust in Rumänien gebe es heute auf offizieller Ebene nicht mehr,  und die Statuen des rumänischen Kriegsführers Ion Antonescu wurden alle von öffentlichen Plätzen entfernt, was für Jude möglicherweise Bedingungen für den EU-Beitritt Rumäniens gewesen sein könnte.

### Dreharbeiten und Veröffentlichung
Die Dreharbeiten fanden im rumänischen Athenäum in Bukarest statt. Als Kameramann fungierte Marius Panduru.
Der Film feierte am 2. Juli 2018 im Rahmen des Internationalen Filmfestivals Karlovy Vary seine Premiere und kam am 28. September 2018 in die rumänischen Kinos. Im August 2018 wurde der Film im Rahmen des Sarajevo Film Festivals vorgestellt, im September 2018 beim Toronto International Film Festival. Beim Filmfest Hamburg wurde er im Herbst 2018 in der Sektion Veto! gezeigt. Im Oktober und November 2018 wurde er im Rahmen der Viennale gezeigt, hiernach auch beim Internationalen Filmfestival Thessaloniki. Der Film wird in Deutschland auf der Plattform von Grandfilm bei Vimeo angeboten. Ein Kinostart in Deutschland ist am 30. Mai 2019 geplant. Die Vertriebsrechte des Films liegen bei Beta Cinema.

## Rezeption

### Kritiken
Der Film konnte 96 Prozent der Kritiker bei Rotten Tomatoes überzeugen und erreichte hierbei eine durchschnittliche Bewertung von 8,5 der möglichen 10 Punkte.
In TV Movie heißt es, dialogreich, mutig strukturiert und stark gespielt sei Radu Judes neuester Film ein würdiger Gewinner des Internationalen Filmfestivals Karlovy Vary 2018, der in Zeiten von aufkommenden Rechtspopulismus vor dem Verlorengehen von Erinnerungskultur mahnt.

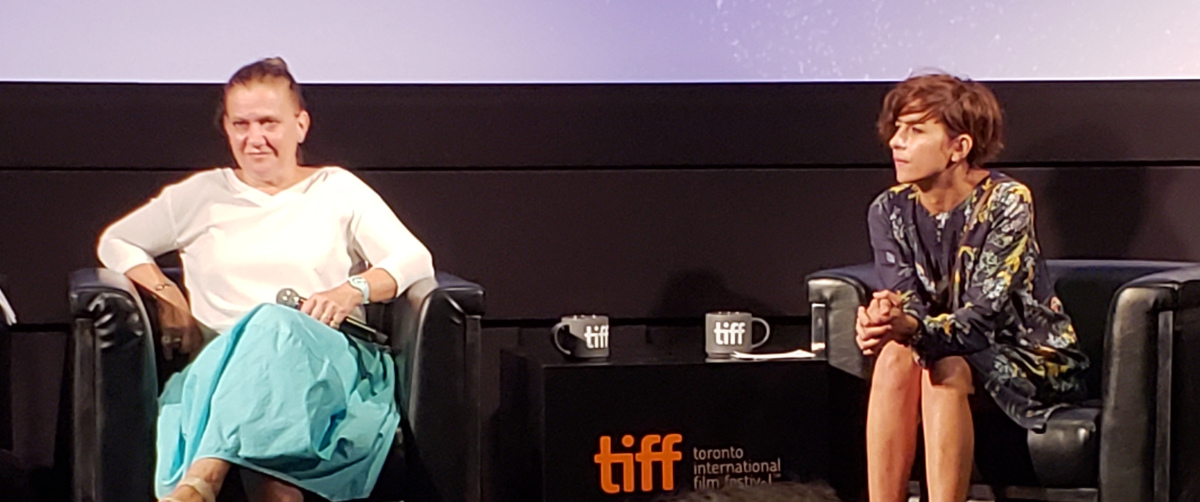
Produzentin Ada Solomon und die Schauspielerin Ioana Iacob bei der Vorstellung des Films in Toronto

Karsten Munt erklärt in seiner Kritik wie der Gegenwind aussieht, den Mariana Marin bei ihrer Inszenierung erfährt: „Die Opfer-Darsteller sind von der Regieanweisung, weinend um ihr Leben zu betteln, völlig überfordert, die alten Männer, die die „dreckigen Juden“ (wie sie sich selbst nennen) spielen, wollen nicht mit den Roma gemischt werden und ein besonders dreister Wehrmachts-Darsteller versucht, seine Kollegen gegen das „antirumänische Werk“ aufzuwiegeln.“
Von der Filmzeitschrift epd Film wurde Mir ist es egal, wenn wir als Barbaren in die Geschichte eingehen zum Film des Monats Mai 2019 bestimmt. Dort heißt es: „Die Gespräche zwischen Schauspielern, Produzenten, Schaulustigen und Regisseurin zeigen die aktuelle Spannung, die die Auseinandersetzung mit diesem dunklen Kapitel rumänischer Geschichte beinhaltet. Manchmal löst sie sich im Lachen. Am Ende entlädt sie sich in einem fulminanten Finale, das Fragen aufwirft. Vergangenheitsbewältigung kommt an kein Ende. Sie muss stetig aktualisiert werden, weil das Vergangene eben nicht vergangen ist.“

### Auszeichnungen (Auswahl)
Der Film wurde bei der Oscarverleihung 2019 als rumänischer Kandidat in der Kategorie Bester fremdsprachiger Film eingereicht. Zudem befindet er sich in einer Vorauswahl für den Europäischen Filmpreis 2019. Im Folgenden weitere Auszeichnungen und Nominierungen.
Internationales Filmfestival Karlovy Vary 2018
- Auszeichnung als Bester Spielfilm mit dem Kristallglobus
- Auszeichnung mit dem Europa-Cinemas-Label-Preis[21][15]

Filmfest Hamburg 2018
- Nominierung in der Kategorie Politischer Film der Friedrich-Ebert-Stiftung
- Nominierung für den Art Cinema Award des internationalen Verbands der Filmkunsttheater[22]